# Meyyem
Meyyem (persiska: ميم, مِيم) är en ort i Iran.   Den ligger i provinsen Qom, i den centrala delen av landet, 160 km söder om huvudstaden Teheran. Meyyem ligger 1 581 meter över havet och antalet invånare är 301.
Terrängen runt Meyyem är huvudsakligen kuperad, men den allra närmaste omgivningen är platt. Terrängen runt Meyyem sluttar norrut.Runt Meyyem är det ganska tätbefolkat, med 100 invånare per kvadratkilometer. Närmaste större samhälle är Kahak, 5,6 km nordväst om Meyyem. Trakten runt Meyyem består i huvudsak av gräsmarker.